# Cerro Porteño
Cerro Porteño je paragvajski nogometni klub iz Asuncióna.

## Povijest
Cerro Porteño je osnovan 1. listopada 1912. od strane Susana Núñeza i skupine mladih ljudi. U vrijeme osnutka situacija u Paragvaju je bila napeta između dviju vodećih političkih stranaka, Partido Colorado (Colorado stranka) i Partido Liberal (Liberalna stranka). Zbog napetosti, osnivači kluba odlučili su koristiti boje obiju stranaka, crvenu (Colorados) i plavu (Liberales), kao boje kluba kao simbol zajedništva i prijateljstva između paragvajaca. Kasnije se počela koristiti i bijela boja za gaćice.
Klub svoje ime duguje bitci između sila Buenos Airesa ("The Portenos") i Paragvaje vojske, u blizini brda  "Cerro Mbaé" 19. siječnja 1811. godine. Paragvajci su pobijedili a "Bitka Cerro Porteno" je vrhunac paragvajske vojne povijesti.
Cerro Porteno je poznat u Paragvaju kao "el club del pueblo" (reprezentacija običnih ljudi), jer su većina navijača iz nižih društvenih slojeva, za razliku od navijača iz suparničkih klubova Olimpije i Libertada čiji navijači su obično iz gornje klase. Zbog toga on ima najveći broj navijača u Paragvaju.
Tijekom godina klub je osvojio značajan broj nacionalnih prvenstva. Međutim, do danas, nije osvojio niti jedno međunarodno natjecanje, unatoč nekoliko dobrih sezona u Copa Libertadoresu, uključujući polufinalne nastupe 1973., 1978., 1993., 1998., 1999. i 2011.
Osvaldo Ardiles postao je trener u svibanju 2008., ali je smijenjen u kolovozu iste godine, nakon niza loših rezultata, te ga je zamijenio Pedro Troglio.

## Trofeji
Domaći
- Primera División (29): 1913., 1915., 1918., 1919., 1935., 1939., 1940., 1941., 1944., 1950., 1954., 1961., 1963., 1966., 1970., 1972., 1973., 1974., 1977., 1987., 1990., 1992., 1994., 1996., 2001., 2004., 2005., 2009., 2012.
- Torneo República (3):1989., 1991., 1995.

Međunarodni
- Copa Libertadores (34 nastupa): Polufinala (6): 1973., 1978., 1993., 1998., 1999., 2011.

## Vanjske poveznice
- Službena stranica  Arhivirana inačica izvorne stranice od 18. srpnja 2011. (Wayback Machine)